# Старява (Яворівський район)
Старя́ва — село в Україні, в Яворівському районі, Львівської області. Населення становить 910 осіб. Орган місцевого самоврядування — Мостиська міська рада.

## Географія
Розташоване на р. Вишні, за 10 км на пн. зах. від центру громади.

## Історія
Перша згадка датується 1374 р.[джерело?].
У XVII ст. поселення спочатку перебуває в держанні Валентина Яксманицького, а згодом Якуба Яксманицького та його дружини Маріани Нєдзвєцької. Згадки про давню садибу знаходимо в «Люстрації» за 1661—1665 рр. Оборонний двір в поселенні винник, мабуть, протягом XVI ст.
У 1880 р. в селі мешкало 732 особи.
До 1939 р. село Львівського воєводства Добромильського повіту, після 1918 р. — Мостиського повіту.
Після другої світової війни за договором «Про державний кордон» між ПНР та СРСР від 16 серпня 1945 р. кордон пройшов через село Старява (демаркований у 1947 р.). Польська частина у 1977—1981 рр. — Stawiska, від 1981 року — Стажава.
Багато мешканців Старяви та інших сусідніх (тепер прикордонних) сіл були вбиті, багатьох примусово вивезли до Сибіру. Мешканці Старяви, які опинилися в ПНР, переслідувались владою і часто звичайними поляками, які приїздили на нові для них землі.
В селі стоїть Церква Воздвиження Чесного Хреста УГКЦ, збудована 1930 р. Відомо, що вже у 1507 р. в селі існувала церква. У 1830 р. на її місці збудована новіша коштом дідича Юзефа Павліковського. У 1835 р. її розмалював коштом Ґвальберта Павліковського маляр Рафаїл Гадзевич. У 1915 р. церква згоріла під час воєнних подій Першої світової війни. У 1917 р. вибудована тимчасова дерев’яна каплиця, а у 1930 р. мурована церква за проектом відомого архітектора Євгена Нагірного.
Церква зведена завдяки священику УГКЦ о. Андрію Пшепюрському, який з 1925 р. став парохом села. Андрій Пшепюрський був організатором просвітянського і кооперативного руху на Мостищині, членом Центрального комітету УНДО. Похований в с. Старява.

## Відомі люди
Народилися
- Стефанович-Ольшанська Михайлина (1895 — 1975), українська маляр-іконограф і графік.
- о. Степан Граб (3.01.1905 — 21.02.1966) — священник УГКЦ, політв'язень.[6]